# 우크라이나 야구 국가대표팀

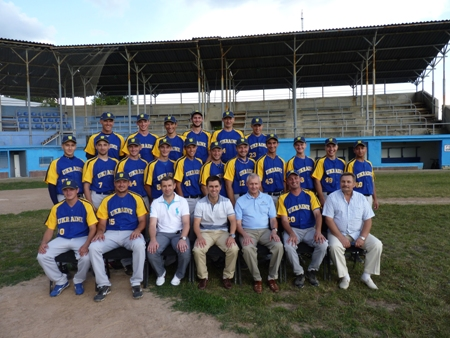
2013년 훈련 당시의 우크라이나 대표팀

우크라이나 야구 국가대표팀(우크라이나어: Збірна України з бейсболу)은 우크라이나를 대표하여 국가대항전에 참가하는 야구 국가대표팀으로 우크라이나 야구 소프트볼 연맹에 의해 운영된다.

## 역대 대회 성적

### 유럽 선수권 대회
- 1995 - 9위
- 1997 - 11위
- 2001 - 11위
- 2005 - 10위
- 2007 - 9위
- 2010 - 12위